# Крандола Валсасина
Крандола Валсасина (итал. Crandola Valsassina) је насеље у Италији у округу Леко, региону Ломбардија.
Према процени из 2011. у насељу је живело 252 становника. Насеље се налази на надморској висини од 790 м.

## Становништво
| 1936. | 1951. | 1961. | 1971. | 1981. | 1991. | 2001. | 2011. |
| ----- | ----- | ----- | ----- | ----- | ----- | ----- | ----- |
| 315   | 306   | 259   | 257   | 250   | 256   | 259   | 273   |